# Хаббелл, Стивен
Люди, которые никогда не видели дикой природы — не скучают по ней и не понимают, насколько обеднена их жизнь в этой потере. Я встревожен утратой этики охраны природы в обществе. 
 People who have never seen wild nature don’t miss it and don’t realize how impoverished their lives have become due to its loss. I worry about the loss of a conservation ethic among the public.
Стивен Хаббелл (Stephen P. Hubbell; род. 17 февраля 1942, Гейнсвилл, Флорида) — американский ботаник и эколог, занимается влажными тропическими лесами и теоретической экологией.
Доктор философии (1969), заслуженный профессор Калифорнийского университета в Лос-Анджелесе (эмерит), прежде заслуженный исследовательский профессор Университета Джорджия и профессор Принстона, научный сотрудник Smithsonian Tropical Research Institute. Феллоу Американской академии искусств и наук (2003). Известен как разработчик математической Unified neutral theory of biodiversity.

## Биография
Окончил Carleton College (бакалавр биологии Magna cum Laude, 1963). В 1969 году в Калифорнийском университете в Беркли получил степень доктора философии по зоологии. C 1969 года ассистент-, с 1974 по 1975 год ассоциированный профессор зоологии Мичиганского университета. С 1975 года ассоциированный, с 1980 по 1988 год профессор биологии Айовского университета. С 1982 по 1988 год и вновь с 2000 года биолог в Смитсоновском институте. С 1985 года исследовательский ассоциат Дендрария Арнольда Гарвардского университета. В 1988—1999 годах профессор экологии и эволюционной биологии Принстона. С 1999 года профессор кафедры ботаники Университета Джорджия, заслуженный исследовательский профессор с 2003 года. С 2000 года научный сотрудник Smithsonian Tropical Research Institute, перед чем в 1990—2000 годах его исследовательский ассоциат. С 2007 года в штате Калифорнийского университета в Лос-Анджелесе. Приглашённый заслуженный профессор Forest Research Institute Malaysia (1986), Университета Турку (1995), Амстердамского университета (2001).
Основатель и с 1991 года председатель National Council for Science and the Environment.
Соучредитель и член совета Center for Tropical Forest Science, представляющего собой территориальную сеть, охватывающую ныне 25 стран мира и включающую 1/5 всех древесных пород на планете.
Феллоу Американской ассоциации содействия развитию науки (1981?2).
Создатель обучающей настольной игры Extinction: The Game of Ecology.
Автор четырех книг, более 220 научных работ.

## Награды и отличия
- Стипендия Гуггенхайма (1983?4[16])
- Marine Fellow, Pew Fellows Program in Conservation and the Environment, Pew Charitable Trusts[англ.] (1990)
- Marsh Ecology Award, Британское экологическое общество (2004)[15]
- Lamar Dodd Award Creative Research Award (2006)
- Почётный доктор D.Sc. теоретической экологии Карлтонского колледжа (2006)[17]
- Kempe Award for Distinguished Ecologists[англ.] (2008)
- Eminent Ecologist Award[англ.] Экологического общества Америки (2009, при поддержке его награждения Дж. Даймондом и Э. О. Уилсоном)[12]
- Lifetime Achievement Award, Британское экологическое общество (2013)
- Scientific Achievement Award, Международный союз лесных исследовательских организаций (2014)[9]
- Международная премия по биологии (2016)[13][14]